# René Hake
René Hake (Coevorden, 18 december 1971) is een Nederlands voetbaltrainer. Hake werd in februari 2025 vastgelegd als assistent-trainer van Robin van Persie bij Feyenoord. Eerder was hij werkzaam bij FC Emmen, FC Twente, PEC Zwolle, SC Cambuur, Jong FC Utrecht , FC Utrecht, Go Ahead Eagles en Manchester United.

## Carrière
Hake begon bij SC Oranje uit Schoonebeek waar hij op z'n zeventiende in het eerste speelde. Hierna speelde hij in de A-jeugd bij FC Emmen, maar wist de stap naar het eerste team niet te maken. Vervolgens doorliep hij het CIOS in Heerenveen.
Hake was elf jaar lang werkzaam in de jeugd bij FC Emmen, alvorens hij naar de Voetbalacademie FC Twente/Heracles Almelo vertrok. Hij was daar onder andere hoofd jeugdopleiding en trainer van het A1 elftal. Hake was van 2005 tot 2009 trainer van de A-jeugd van de voetbalacademie. Als trainer van de A1 werd hij in 2007 landskampioen met de ploeg en won hij een paar maanden later ook de Super Cup voor A-junioren. Tevens behaalde hij in die periode zijn diploma Coach Betaald Voetbal. In 2009 volgde hij Cees Lok op als hoofdtrainer bij het beloftenelftal van FC Twente.
In de loop van seizoen 2010/11 kwam Hake in beeld om hoofdtrainer te worden bij FC Emmen. Uiteindelijk tekende Hake tot medio 2014 bij de club uit Emmen. Nadat Hake op 11 oktober 2010 werd gepresenteerd als de nieuwe hoofdtrainer, begon FC Emmen resultaten te halen. Na zijn debuut als hoofdtrainer tegen Sparta Rotterdam (5–0 verlies) stapte Emmen negenmaal ongeslagen van het veld.
In april 2012 maakte Emmen bekend dat het contract met Hake per 1 juli 2012 vroegtijdig beëindigd werd. In juni van dat jaar ondertekende hij een tweejarig contract bij PEC Zwolle, waar hij assistent werd onder Ron Jans. In maart 2014 verlengde hij zijn contract met twee jaar.
In juni 2015 tekende Hake een contract bij FC Twente voor drie jaar als assistent-trainer. Op 30 augustus 2015 werd hij interim-trainer van FC Twente na het ontslag van Alfred Schreuder. Anderhalve maand later werd besloten om hem definitief als hoofdtrainer aan te stellen. Mede door puntenaftrek wegens financiële problemen eindigde Twente in seizoen 2015/16 op de dertiende plaats. In zijn tweede seizoen deed de club het onder leiding van Hake een stuk beter en eindigde het op een zevende plek. In het laatste deel van het seizoen ging echter een groot deel van de wedstrijden verloren en toen FC Twente het seizoen 2017/18 begon met zes nederlagen in de eerste acht wedstrijden, werd Hake als hoofdtrainer ontslagen.
Hake werd op 31 januari 2018 per direct aangesteld als trainer van SC Cambuur, waar hij assistent-trainers Jan Bruin en Sipke Hulshoff opvolgde. Hij tekende een contract voor anderhalf jaar. In maart 2019 maakte de club bekend het contract niet te verlengen. Hake verbond zich vervolgens voor drie jaar aan FC Utrecht, waar hij werd aangesteld als hoofdtrainer van Jong FC Utrecht, waarmee hij uitkwam in de Eerste divisie. Na het vertrek van hoofdtrainer John van den Brom kreeg Hake vanaf 6 november 2020 de kans om zich te bewijzen als nieuwe hoofdtrainer van FC Utrecht. Op 31 december 2020 werd bekend dat Hake een contract voor 1,5 jaar heeft getekend als hoofdtrainer van FC Utrecht. Op 22 maart 2022 werd hij ontslagen.
Op 9 mei 2022 werd bekend dat Hake met ingang van 1 juli 2022 de nieuwe hoofdtrainer werd van Go Ahead Eagles. De club uit Deventer contracteerde hem voor drie seizoenen. In juli 2024 maakte hij echter de overstap naar Manchester United, waar hij als assistent-trainer aan de slag ging. Aan zijn dienstverband bij Manchester United kwam in november 2024 alweer een einde, na het ontslag van hoofdtrainer Erik ten Hag en het einde van de interimperiode van Ruud van Nistelrooij was er onder de nieuwe coach geen plaats meer voor Hake in de technische staf.
Op 23 februari 2025 werd bekend dat Hake vanaf de daaropvolgende dag assistent-trainer werd bij Feyenoord onder de nieuwe hoofdtrainer Robin van Persie.

## Erelijst
Als trainer
 FC Twente onder 19
- A-Junioren Eredivisie: 2006/07
- A-Junioren Supercup: 2007
- Otten Cup: 2008

Individueel als trainer
- Kampioensschild Beste Trainer: 2019/20 periode 1

Als assistent-trainer
 PEC Zwolle
- KNVB beker: 2013/14
- Johan Cruijff Schaal: 2014

## Privé
Hake is getrouwd en heeft vier kinderen.
1 Bijlow ·
2 Nieuwkoop ·
3 Beelen ·
4 Hwang ·
5 Smal ·
6 Zerrouki ·
7 Moder ·
8 Timber  ·
9 Ueda ·
10 Stengs ·
14 Paixão ·
17 Ivanušec ·
18 Trauner ·
19 Carranza ·
20 Mitchell ·
21 Andreev ·
22 Wellenreuther ·
23 Hadj Moussa ·
24 Steijn ·
25 't Zand ·
26 Read ·
27 Milambo ·
28 Targhalline ·
30 Lotomba ·
31 Carrillo ·
33 Hancko ·
34 Nadje ·
39 Bossin ·
40 Valente ·
Bullaude ·
Haen ·
Kasanwirjo ·
Parlanti ·
Sauer ·
Slory ·
Tsoungui ·
Coach: Van Persie ·
Assistent-trainer: Hake ·
Assistent-trainer: Pinas ·
Assistent-trainer: Reijnen ·
Assistent-trainer: De Wolf ·
Keeperstrainer: Nieminen